# William Assandri
William Assandri (San Secondo Parmense, 3 agosto 1934 – San Secondo Parmense, 27 novembre 2002) è stato un fisarmonicista italiano.

## Biografia
Nato il 30 agosto 1934 a San Secondo Parmense, comune in provincia di Parma, nella bassa. Il vero nome all'anagrafe era Licinio. Inizia lo studio privato del solfeggio e della fisarmonica da bambino. Nel 1950 inizia a collaborare con gli organici della Orchestra RAI, collaborazione che dura circa 10 anni. Nel 1974, rientra al paese natale, dove fonda un'orchestra da ballo liscio, l'Orchestra spettacolo William Assandri, che guida fino al 1985, suonando nelle sagre all'aperto e alle feste di paese in Emilia e nelle regioni limitrofe. Sul finire dell'85, si ritira a vita privata, dedicandosi occasionalmente all'insegnamento privato.
Si spegne a San Secondo Parmense, il 27 novembre del 2002, all'età di 68 anni. Riposa nel Cimitero del paese.
In paese, era soprannominato Ciniello o Ciniel (in dialetto parmigiano).

## Raccolte

### Album
- William Assandri Folk 1972
- Passeggiata francese 1973

### Singoli
- Vertiginoso Cordovox[1]